# Janusz Suchywilk
Janusz Suchywilk (* 1310; † 5. April 1382 in Znin) war seit 1357 Kanzler des Königreichs Polen und seit 1374 Erzbischof von Gnesen.

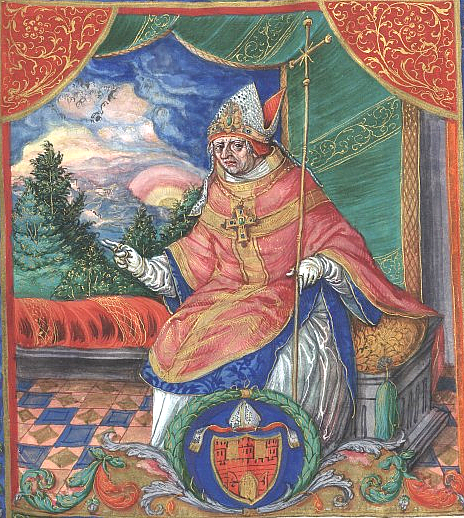
Janusz Suchywilk, Darstellung aus dem 16. Jahrhundert

## Leben
Er war Neffe des Erzbischofs von Gnesen Jarosław Bogoria. 
Er trat ebenfalls in den geistlichen Stand ein. Er studierte wie sein Onkel Rechtswissenschaften in Bologna und promovierte im Kirchenrecht. 
Nach seiner Rückkehr arbeitete er in der königlichen Kanzlei. Auch hatte der als notarius Casimiri Bezeichnete ab 1336 eine Domherrstelle in Breslau inne. Er war auch Domherr in Krakau, wo er bis zum Domdechanten aufstieg. 
Im Staatsdienst wurde er enger Berater des Königs Kasimir III. So war er an der Ausarbeitung der Gesetzeswerke des Königs (Statuten Kasimirs des Großen) beteiligt. Insbesondere an der Fassung für Großpolen hatte er nach neueren Forschungen erheblichen Anteil.
Er wurde schließlich Vizekanzler von Krakau, de facto damit Kanzler für ganz Polen. Zu seiner Zeit wurden ab 1366 die Rechte der Kanzler in den einzelnen Ländern der polnischen Krone zu Gunsten der Zentrale eingeschränkt. Um diese Zeit wurde auch die Bezeichnung cancellarius Poloniae üblich.
Er war auch im obersten Rat die führende Person. Als solcher war er Anhänger der Luxemburger Partei hinsichtlich einer Nachfolgeregelung für den König. Obwohl er auch Testamentsvollstrecker des Königs war, hat Kasimir in dieser Frage ihm eine Mitspracherecht verweigert. Maßgeblich beteiligt an der Gründung der Universität Krakau. Auch war er verantwortlich für die Organisation der königlichen Salzbergwerke.
Nach dem Tod des Königs hat er die Thronerhebung von Ludwig von Anjou kritisiert. Stattdessen befürwortete er vergeblich die Ernennung des Enkels des verstorbenen Königs Kasimir von Stolp. Nachdem Ludwig zum König gekrönt worden war, wurde Janusz Suchywilk als Kanzler entlassen. Stattdessen wurde er Erzbischof von Gnesen. Er blieb weiterhin in Opposition zum Haus Anjou. Er befehdete noch in seinem letzten Lebensjahr den Herzog von Masowien.
Als Erzbischof berief er zwei Provinzialsynoden oder Bischofsversammlungen ein. Die erste fand 1376 statt. Neben Beratungen über eine vom Papst verlangte kirchliche Steuer, ging es um die Verletzung kirchlichen Eigentums durch Laien. Die zweite Synode fand 1378 statt. Dort ging es um die Forderung König Ludwigs, dass die Bischöfe ihm die Landessteuer auszahlen sollten. Auch ging es erneut um die als zu hoch angesehenen Abgaben an den Papst. Gegenüber dem König erreichte eine Delegation der Synode einen Teilerfolg. Die Steuer wurde nicht aufgehoben, aber die Geistlichen durften die Höhe der Abgaben selbst bestimmen.